# Carlia diguliensis
Carlia diguliensis är en ödleart som beskrevs av  Felix Kopstein 1926. Carlia diguliensis ingår i släktet Carlia och familjen skinkar. IUCN kategoriserar arten globalt som livskraftig. Inga underarter finns listade.